# Stade sottevillais 76
Le Stade sottevillais 76 est un club d'athlétisme basé à Sotteville-lès-Rouen, et une composante du club omnisports du Stade Sottevillais Cheminot Club. C'est le club haut-normand le plus titré créé dans l'après Première Guerre mondiale. Son président est Maxime Thommerel.
Le Stade sottevillais 76 compte trois sections locales : le Club omnisports région elbeuvienne (CORE), l'Entente athlétique du plateau est (EAPE) et Duclair le Trait athlétique club (DLTAC).
Le Stade Sottevillais 76 organise le Meeting international d'athlétisme de Sotteville-lès-Rouen au stade Jean-Adret. Depuis 2013, il organise également le Perche Elite Tour au Kindarena.

## Membres
- Fanjanteino Félix, Marisa De Aniceto, Ydrissa M'Barke, Mahiedine Mekhissi-Benabbad, Marion Lotout, Rougui Sow, Odile Ahouanwanou, Ilionis Guillaume, Gaëlle Le Foll, Idrissa Sanou, Frédérick Pouzy